# Émérance
Émérance appelée aussi Émérentienne, est une jeune martyre, contemporaine de sainte Agnès (début du IVe siècle). La Passion grecque d'Émérentienne fait partie, dès l'origine, de la Passion latine de sainte Agnès qui figure dans la Bibliotheca hagiographica latina, cette Passion pseudo-ambrosienne enrichissant la légende hagiographique des deux martyres. Elle est commémorée le 23 janvier selon le Martyrologe romain.

## Hagiographie
D'après la légende, Émérentienne était esclave, fille de la nourrice de sainte Agnès. Convertie au christianisme par l'exemple de sa sœur de lait, dont elle était très proche, elle assista à son martyre et après sa mort, allait tous les jours prier sur sa tombe. Elle fut donc reconnue comme chrétienne et lapidée alors qu'elle était auprès du tombeau d'Agnès. Elle mourut en 304.

## Vénération
Considérée comme sainte, elle est fêtée par l'Église catholique le 23 janvier, et le 5 février par l'Église orthodoxe (selon le calendrier utilisé). Elle est inhumée aux côtés de sainte Agnès dans la basilique Sainte-Agnès-hors-les-Murs à Rome.
La vénération pour sainte Émérance se trouve surtout dans les départements du Maine-et-Loire, Morbihan, Ille-et-Vilaine, Loiret, Loir-et-Cher, Manche, Vaucluse, Yonne.
- Une chapelle lui est dédiée à La Pouëze[3].
- Une chapelle lui est dédiée à  Rochemenier.
- La chapelle de l'Institut Notre-Dame-de-Vie à Venasque dans le Vaucluse lui est consacrée.
- Une église lui est dédiée à Pellouailles-les-Vignes.
- Dans la chapelle Saint Hubert à Courcelles, une peinture caractéristique la représente avec des pierres dans son tablier.
- On la trouve représentée sur un des piliers de l'église de Lavardin.
- Il y a une statuette au Longeron.
- Une fresque est peinte sur une colonne du transept de la prieurale Notre-Dame de Cunault.
- Elle est la patronne de Maisoncelles-du-Maine.
- Il y a une fontaine Sainte-Émérance à Chanteau à 30 km de Châteaudun.
- À Dicy, plusieurs statues de sainte Émérentienne sont conservées dans l'église Saint-Sébastien. Une fontaine « miraculeuse », aujourd'hui disparue, lui était dédiée sur le territoire de la commune. La coutume était d'y plonger des linges puis de les appliquer sur les enfants pour les préserver ou les guérir d'indispositions (selon les notes historiques sur Dicy par l'Abbé Régnier)[4].
- À Villedieu-les-Poêles, l'église paroissiale conserve une statue de sainte Émérentienne.
- À Hirel se trouve une statue en bois polychrome du XVIIIe siècle, mesurant 133 cm[5].
- Un tableau derrière l'autel de la chapelle Saint-Fiacre de Radenac représente la sainte. Sur l'autel, une statue la représente tenant ses entrailles[6].
- Au XIVe siècle,  dans la cour du Prieuré de Vendanger, au Guédeniau, la Fontaine Saint-Émérance est réputée pour guérir la peste[7].

## Représentation et invocation

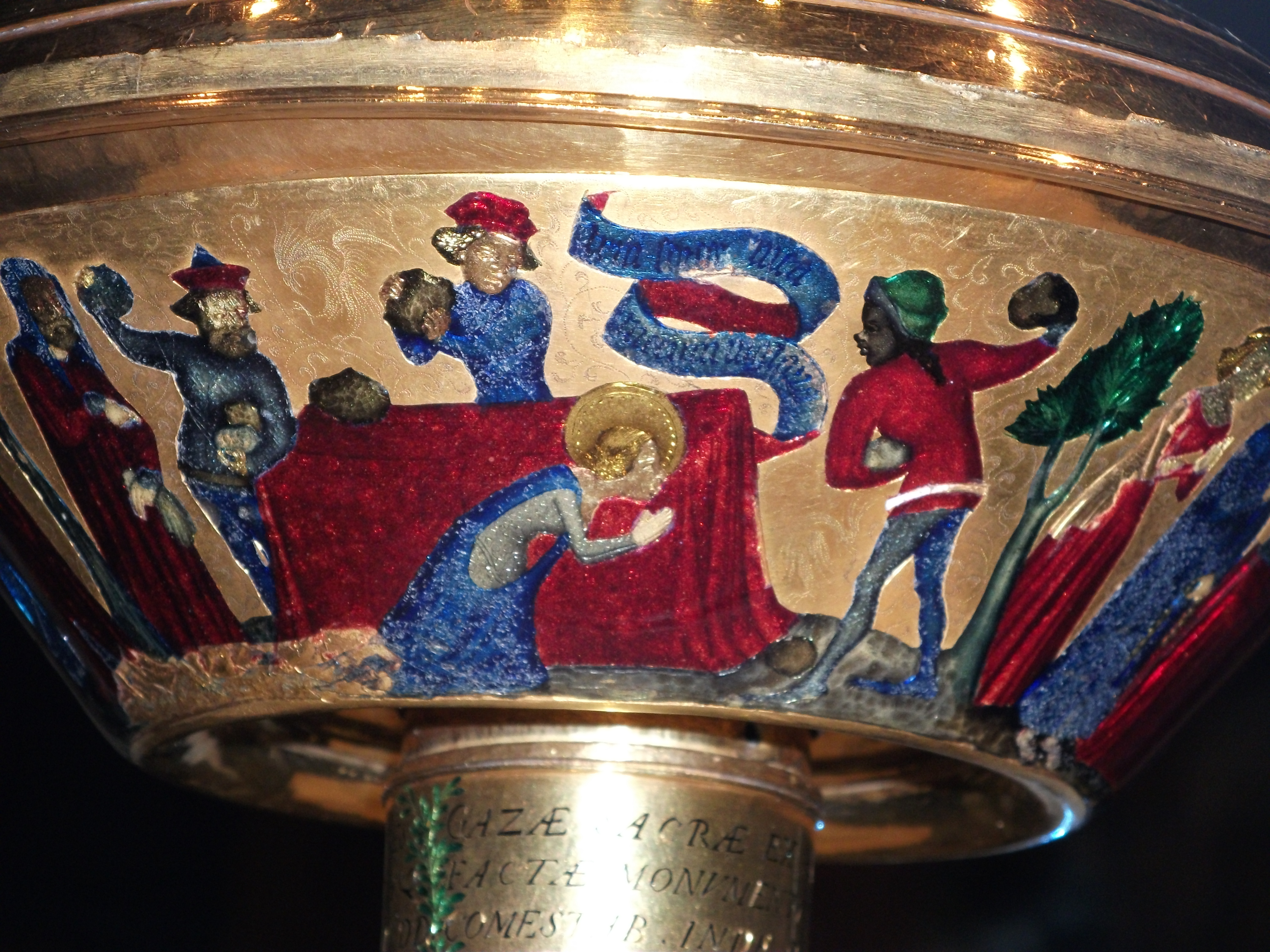
La lapidation d'Émérentienne représentée sur la coupe de sainte Agnès (fin du XIVe siècle), Londres, British Museum.

Elle est invoquée pour guérir les maux de ventre. Pris de coliques, le roi Louis XI chassant en forêt de Longuenée invoqua sainte Émérance. En remerciement de sa guérison, il fit reconstruire la chapelle de La Pouëze. 
Émérance est représentée portant des cailloux dans son tablier — ceux de sa lapidation, probablement en 303 — ou le ventre ouvert, laissant voir les entrailles.
La légende dit qu'elle était la sœur de lait de sainte Agnès.